# 漢 (姓)
漢（かん）は、漢姓の一つ。

## 中国の姓
2020年の中華人民共和国の統計では人数順の上位100姓に入っておらず、台湾の2018年の統計では594番目に多い姓で、81人がいる。

## 朝鮮の姓
漢（かん、ハン、朝: 한	）は、朝鮮人の姓の一つである。

### 著名な人物
なし

### 氏族
| 氏族（地域） | 創始者 | 人数（2015年） |
| ------------ | ------ | -------------- |
| 清州漢氏     |        | 50             |
| 忠州漢氏     |        | 8              |
| 漢陽漢氏     |        | 10             |

### 人口と割合
漢氏は中国系の氏姓であり、いつごろ朝鮮半島に入って来たかは、文献上にも記録がなくて確かではない。1930年度国勢調査の時初めて登場した氏姓である。当時全国には2世帯がり、慶尚北道迎日郡と黄海道延白郡にそれぞれ1世帯ずつあった。 
| 年度   | 人口  | 世帯数 | 順位         | 割合 |
| ------ | ----- | ------ | ------------ | ---- |
| 1960年 | 650人 |        | 258姓147位   |      |
| 1985年 | 325人 | 74世帯 | 274姓中191位 |      |
| 2000年 |       |        |              |      |
| 2015年 | 120人 |        |              |      |